# Antidotes
Antidotes è l'album di debutto dei Foals, pubblicato il 24 marzo 2008.
I singoli estratti dall'album sono: Cassius, Red Socks Pugie, Olympic Airways e Balloons.

## Tracce
1. The French Open
2. Cassius
3. Red Socks Pugie
4. Olympic Airways
5. Electric Bloom
6. Balloons
7. Heavy Water
8. Two Steps, Twice
9. Big Big Love (Fig. 2)
10. Like Swimming
11. Tron

## Formazione
- Yannis Philippakis - voce
- Jimmy Smith - chitarra
- Walter Gervers - basso
- Edwin Congreave - tastiere
- Jack Bevan - batteria